# 27431 Jimcole
27431 Jimcole è un asteroide della fascia principale. Scoperto nel 2000, presenta un'orbita caratterizzata da un semiasse maggiore pari a 2,5617093 au e da un'eccentricità di 0,1271672, inclinata di 4,96268° rispetto all'eclittica.